# تشارلز إي. جيفرسون
تشارلز إي. جيفرسون (بالإنجليزية: Charles E. Jefferson)‏ هو سياسي أمريكي، ولد في 31 مارس 1945 في واكو في الولايات المتحدة. حزبياً، نشط في الحزب الديمقراطي. وقد انتخب عضو مجلس نواب إلينوي.